# خفية الأبواغ الهرية
خفية الأبواغ الهرية هي طفيلي معوي صغير بيضاوي الشكل من جنس خفية الأبواغ، والذي يسبب الإسهال في القطط.